# Freydorf (Adelsgeschlecht)

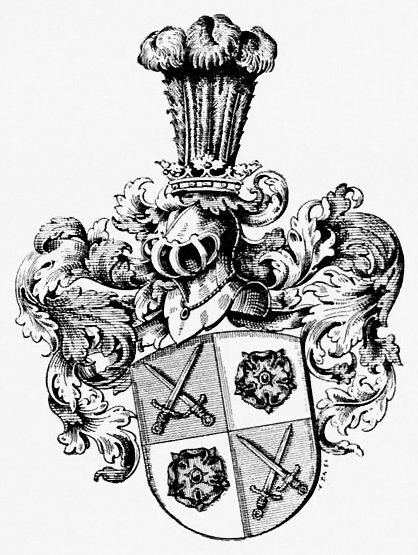
Wappen derer von Freydorf

von Freydorf ist eine badische Adelsfamilie. Das Geschlecht ist evangelisch und stammt aus Karlsruhe. Die Stammreihe beginnt mit dem 1781 zu Karlsruhe geborenen Karl Wilhelm Eugen von Freydorf, der 1854 verstarb. Die badische Adelsbestätigung für dessen Kinder datiert vom 15. Mai 1857. Das Geschlecht ist eine morganatische Seitenlinie des Hauses Baden-Durlach und hat seinen Ursprung aus der Verbindung zwischen Christoph von Baden-Durlach und Katharina Höllischer.
Die Familiengruft der von Freydorfs befindet sich in der Gruftenhalle des Karlsruher Hauptfriedhofs.

## Wappen
Das Wappen ist geviert und zeigt in den Feldern 1 und 4 in Blau zwei gekreuzte, goldbegriffte Schwerter, in den gegenüberliegenden Feldern 2 und 3 in Silber eine blaubesamte Rose. Die Helmdecken sind blau-silbern, auf dem gekrönten Helm befinden sich drei Straußenfedern, die mittlere silbern, die beiden äußeren blau.

## Bekannte Familienmitglieder

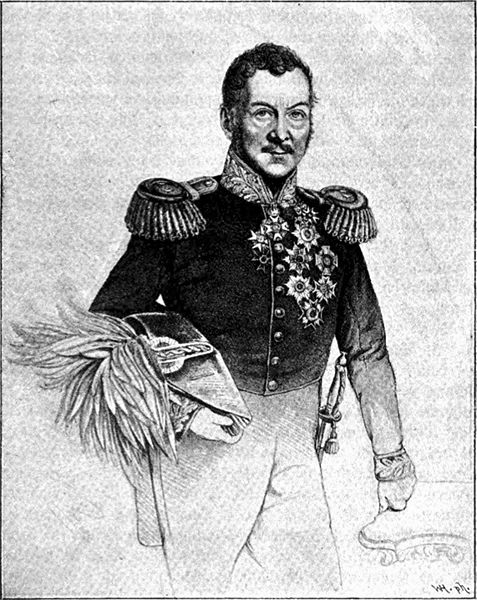
Karl Wilhelm Eugen von Freydorf

- Karl Wilhelm Eugen von Freydorf (1781–1854), Großherzoglich Badischer Kriegsminister, Inhaber des Regiments „von Freydorf“

dessen Söhne
a) aus erster Ehe mit Luise Dorothea von Mentzingen (1784–1809)
- Karl von Freydorf (1809–1878), preußischer Generalmajor

b) aus zweiter Ehe mit Clementine Stöcklern von Grünholzeck (1789–1832)
- Rudolf von Freydorf (1819–1882), Großherzoglich badischer Minister ⚭ Alberta von Freydorf (1846–1923), deutsche Schriftstellerin
- Berthold von Freydorf (1820–1878), preußischer Generalmajor, jüngerer Bruder des vorigen

dessen Urenkelin (Enkelin Rudolf von Freydorfs)
- Guta von Freydorf-Stephanow (1911–1998), deutsche Bildhauerin, Malerin und Künstlerin
- Mechthild Motsch von Freydorf (1906–1997), deutsche Malerin

## Archivalien
Das Badische Generallandesarchiv in Karlsruhe verwahrt den Bestand Familienarchiv von Freydorf (15,85 lfd.m), der den Zeitraum von 1689 bis 1919 umfasst.